# Sula sulita
Sula sulita är en utdöd fågel i familjen sulor inom ordningen sulfåglar. Den beskrevs 2003 utifrån fossila lämningar från sen miocen funna i Peru.